# PoE (Alimentare prin Ethernet)

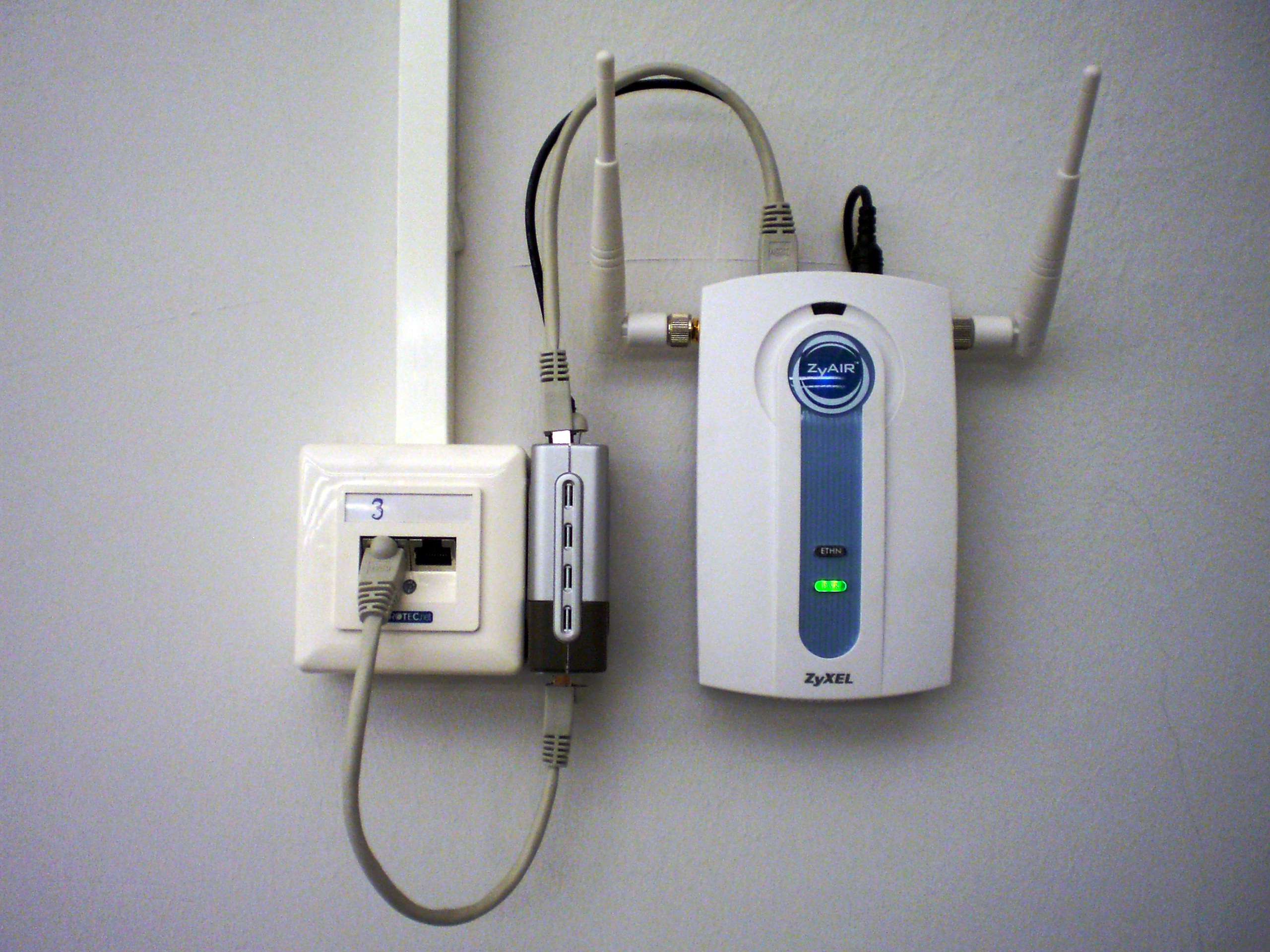
În această configurație, o conexiune Ethernet cu Power over Ethernet (PoE) și injector PoE furnizează cabluri separate de date și alimentare pentru un punct de acces Wi-Fi. Splitterul (injectorul PoE), situat între cutia de joncțiune și punctul de acces, elimină nevoia unei prize de curent. În alte configurații, dispozitivele conectate pot avea divizare PoE internă, făcând inutil splitterul extern (injectorul PoE).

PoE vine de la Power over Ethernet adică alimentare cu curent continuu prin cablu Ethernet și descrie oricare dintre mai multe standarde sau sisteme ad-hoc care transmit energie electrică împreună cu date pe cablarea de tip Ethernet cu perechi răsucite (twisted-pair Ethernet). Acest lucru permite unui singur cablu să ofere atât o conexiune de date, cât și suficientă energie electrică pentru a alimenta dispozitivele din rețea, cum ar fi punctele de acces fără fir, camerele IP, telefoanele VoIP și altele.

## Utilizări
|                                                        |
| O cameră IP de supraveghere video alimentată prin PoE. |

|                                                          |
| Un telefon model Avaya IP Phone 1140E alimentat prin PoE |

|                                                       |
| CPE - dispozitiv de comunicare Wi-Fi pe distanțe mari |

|                                                     |
| Un telefon VoIP model Cisco 7906 alimentat prin PoE |

|                                                                                    |
| Switch alimentat prin PoE+ (port 5) dar care și alimentează prin PoE (porturi 1-4) |

|                                                              |
| Punct de acces Wi-Fi cu alimentare prin PoE. IP-COM Pro-6-LR |

Exemple de dispozitive alimentate cu PoE includ: 
- Telefoane VoIP.
- Camere IP, inclusiv cele PTZ (Pan-Til-Zoom).
- Puncte de acces Wi-Fi.
- Decodoare IP TV (IPTV).
- Rutere de rețea.
- Un mini swici (comutator de rețea) instalat în camere îndepărtate, pentru a suporta un grup mic de porturi Ethernet de la un cablu uplink. Puterea PoE este alimentată în portul PD (sau PoE IN). Aceste comutatoare pot, la rândul lor, să alimenteze dispozitivele PoE de la distanță folosind trecerea PoE.
- Sisteme de interfon și adresare publică și amplificatoare pentru difuzoare de hol.
- Ceasuri de perete în camere și holuri, cu ora setată folosind Network Time Protocol (NTP).
- Echipamente de comunicare pe distanțe mari prin Wi-Fi cu antene integrate direcționale dual-polarizate cu utilizare exterioară sau interioară, precum CPE-uri, Stații de bază, Echipamente de exterior montate pe acoperiș cu antene integrate, CPE-uri fără fir bazate pe 4G/LTE, 802.11 sau 802.16 (echipamente pentru client) utilizate de furnizorii de servicii de internet wireless etc.
- CPE-uri de exterior punct la punct cu microunde și unde milimetrice și unele unități Free Space Optics (FSO) care au de obicei PoE proprietar.
- Componentele sistemului de control industrial, inclusiv senzori, controlere, contoare etc.
- Componente de control al accesului, precum interfoane, cele cu acces cu carduri de intrare, NFC, cu telefonul mobil, intrare fără cheie etc.
- Controlere inteligente de iluminat și corpuri de iluminat cu LED-uri.[2]
- Dispozitive de scenă și de teatru, cum ar fi cutii de rutare și de rutare audio în rețea.
- Dispozitive kiosks pentru punctele de vânzare (POS).
- Extensoare Ethernet inline. [3]
- Splittere PoE care scot puterea, adesea la o tensiune diferită (de exemplu, 5V), pentru a alimenta un dispozitiv de la distanță sau a încărca un telefon mobil.

## Terminologie

### Echipament care alimentează cu energie

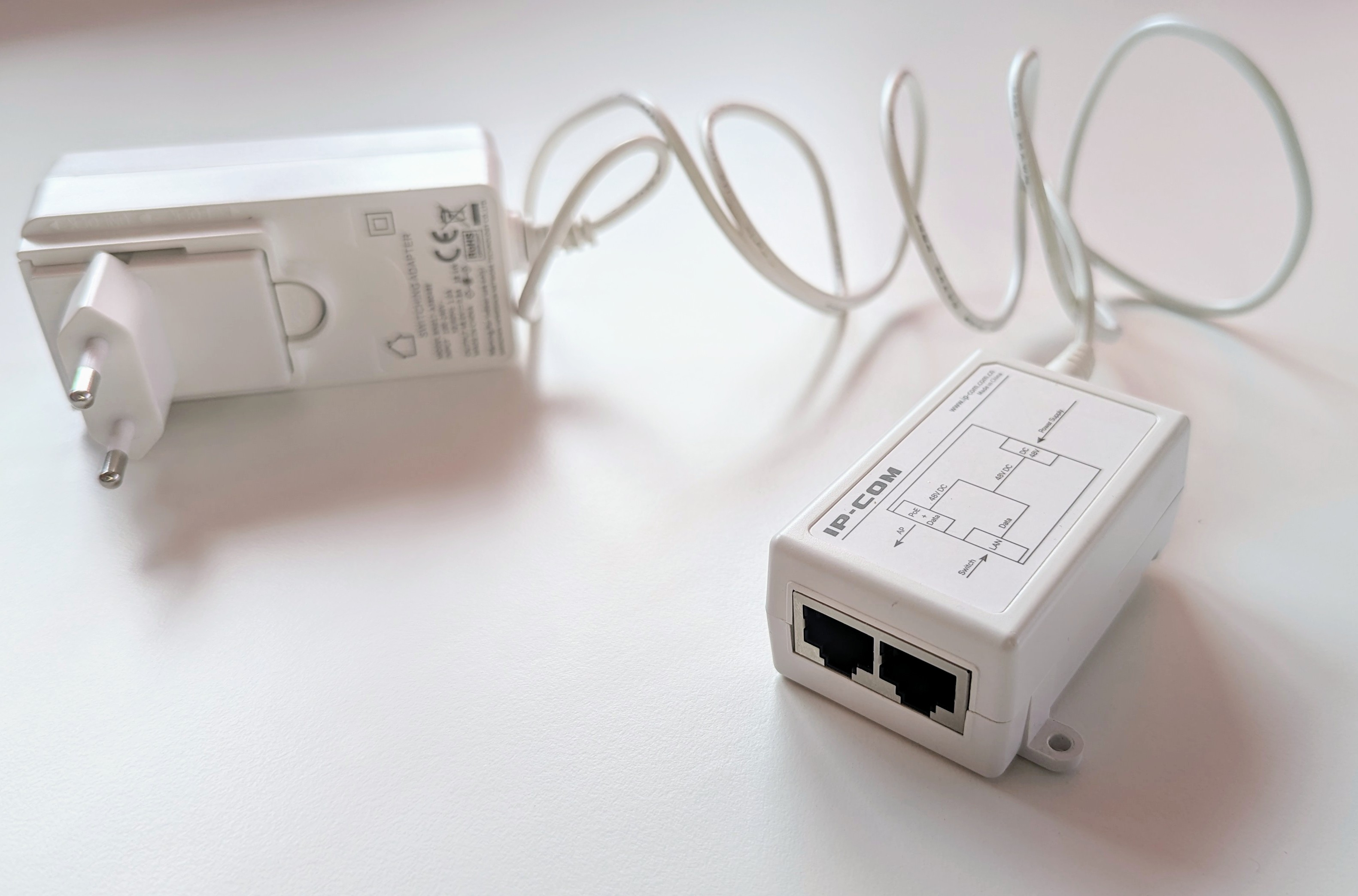
Un injector PoE, care e un PSE midspan. Are un adaptor de alimentare CA>CC care intră în spatele acestuia iar în față un port RJ45 care se conectează la un switch (indicat: Switch săgeată INTRARE) și un port RJ45 care oferă date și PoE (indicat: AP săgeată IEȘIRE), la acest port conectând un PD, precum un AP.

Echipamentele de alimentare cu energie (PSE - Power Sourcing Equipment) sunt dispozitive care furnizează (sursă de curent continuu) alimentare prin cablul Ethernet. Acest dispozitiv poate fi un swici, numit uneori și un endspan (IEEE 802.3af se referă la acesta ca punct final) sau un dispozitiv intermediar între un swici care nu este capabil de PoE și un dispozitiv PoE, un injector PoE extern, numit dispozitiv midspan.

### Dispozitiv alimentat
Un dispozitiv alimentat (PD - Powered Device) este orice dispozitiv alimentat prin PoE, consumând astfel energie. Exemplele includ puncte de acces fără fir, telefoane VoIP și camere IP.

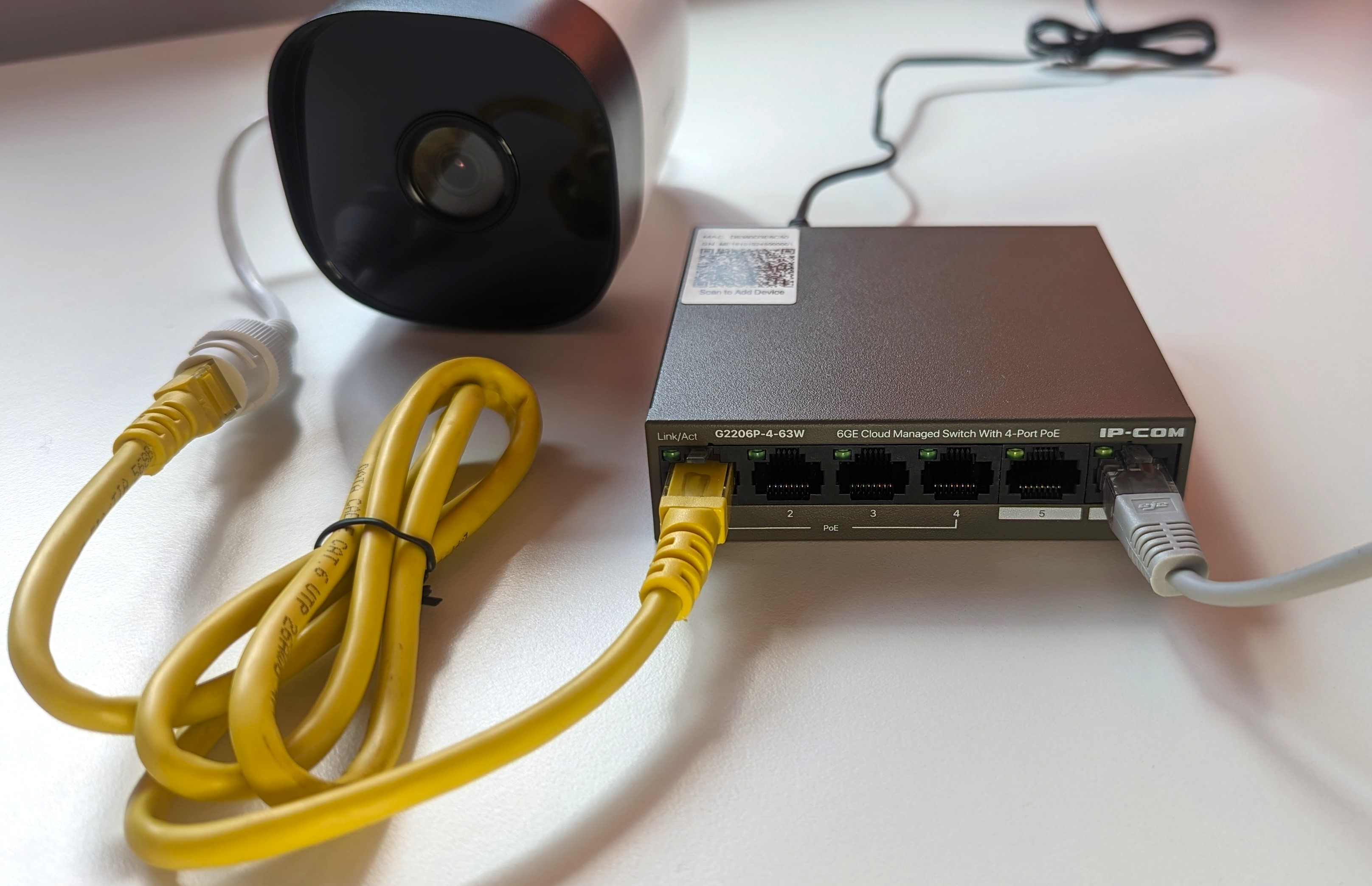
Un switch PoE PSE endspan, care alimentează direct un dispozitiv PD (o cameră IP prin cablul Ethernet galben). Switch-ul se conectează la un ruter prin cablul gri. Switch-ul este alimentat la curent electric prin cablul negru.

Multe dispozitive alimentate dispun de un conector auxiliar pentru o sursă de alimentare externă opțională, precum o mufă mamă de intrare a unui adaptor CC. În funcție de design, o parte, niciuna sau toată energia dispozitivului poate fi furnizată de la acest port auxiliar. De asemenea, portul auxiliar poate acționa uneori ca o sursă de alimentare de rezervă în cazul în care alimentarea furnizată de PoE se defectează.

### Dispozitive PSE endspan și midspan
Există două tipuri de PSE: endspan și midspan. Endspan-urile (denumite în mod obișnuit switch-uri PoE) sunt switch-uri Ethernet care includ circuitele de transmisie power over Ethernet.  Midspan-urile sunt injectoare de putere (injectoare PoE) care stau între un swici Ethernet obișnuit și dispozitivul alimentat, injectând putere fără a afecta datele. Endspans sunt în mod normal utilizate la instalații noi sau când swiciul trebuie înlocuit din alte motive (cum ar fi trecerea de la 10/100Mbit/s la 1Gbit/s), ceea ce face convenabil adăugarea capacității PoE. Intervalele medii sunt utilizate atunci când nu se dorește înlocuirea și configurarea unui nou comutator Ethernet și doar PoE trebuie adăugat la rețea.
Alți termeni utilizați se găsesc în cuprinsul articolului.

## Tehnici de transmitere a energiei utilizând firele din cablul Ethernet
Există mai multe tehnici pentru transmiterea energiei prin cabluri Ethernet. Trei dintre ele au fost standardizate de Institutul de Ingineri Electrici și Electronici (IEEE) standardul IEEE 802.3 încă din 2003.
Cele trei tehnici sunt:
- Alternative A, care utilizează aceleași două dintre cele patru perechi din cablul Ethernet pe care 10BASE-T și 100BASE-TX le folosesc pentru date.
- Alternative B, care separă datele și conductorii de putere pentru 10BASE-T/100BASE-TX, facilitând depanarea.
- 4PPoE, care utilizează toate cele patru perechi răsucite în paralel, crescând puterea realizabilă.

Alternativa A transmite puterea pe aceleași fire ca și datele pentru cablurile Ethernet care suportă 10 și 100Mbps. Aceasta este similară cu tehnica de alimentare de tip phantom utilizată în mod obișnuit pentru alimentarea microfoanelor cu condensator. Puterea este transmisă pe conductorii de date prin aplicarea unei tensiuni comune fiecărei perechi. Deoarece Ethernetul cu perechi răsucite utilizează semnalizare diferențială, aceasta nu interferează cu transmisia de date . Pentru Gigabit Ethernet și mai rapid, ambele alternative A și B transmit puterea pe perechile de fire utilizate și pentru date, deoarece toate cele patru perechi sunt folosite pentru transmisia de date la aceste viteze.
Note: 10BASE-T și 100BASE-TX sunt două standarde pentru rețele Ethernet care utilizează cabluri de cupru torsadat pentru transmiterea datelor.
1. 10BASE-T este o tehnologie de rețea care utilizează un cablu de cupru torsadat pentru a transmite date la o viteză de 10Mbps. Acesta este un tip de cablu des întâlnit în care doi conductori sunt răsuciți unul în jurul celuilalt în scopul anulării interferenței electromagnetice ce cauzează diafonie.
2. 100BASE-TX este o tehnologie de rețea de mare viteză care utilizează un cablu de cupru torsadat de Categoria 5 sau mai mare pentru a transmite date la o viteză de 100 Mbps. Acesta este cel mai comun termen pentru Fast Ethernet, care rulează peste două perechi de fire în interiorul unui cablu de categorie 5 sau mai bun. Lungimea maximă a cablului este de 100 de metri pentru a obține performanțele maxime de transmisie.

4PPoE oferă energie folosind toate cele patru perechi ale unui cablu cu pereche răsucită, adică pe toate cele 8 fire din cablul Ethernet. Acest lucru permite o putere mai mare pentru aplicații precum camerele PTZ (pan-tilt-zoom ), AP-uri de înaltă performanță sau chiar încărcarea bateriilor de laptop.
Pe lângă standardizarea practicii existente Alternativa B,  Alternativa A, și transmisia 4PPPoE - cu 4 perechi (pe 8 fire), standardele IEEE PoE prevăd semnalizarea între echipamentul de alimentare cu energie (PSE) și dispozitiv alimentat (PD). Această semnalizare permite prezența unui dispozitiv conform să fie detectată de sursa de alimentare și permite dispozitivului și sursei să negocieze cantitatea de putere necesară sau disponibilă, evitând în același timp deteriorarea dispozitivelor incompatibile.

## Dezvoltarea standardelor

### Ethernet cu două și patru perechi de fire (Ethernet cu 4 sau 8 fire)
Când ne referim la o pereche de fire din cablul Ethernet ne referim la 2 fire. 
Standardul original IEEE 802.3af-2003  PoE oferă până la 15,4 W de putere DC (minimum 44 V DC și 350 mA)   pe fiecare port.  Doar 12.95 Se asigură că W este disponibil la dispozitivul alimentat, deoarece o parte de putere se disipează în cablu. 
Standardul IEEE 802.3at-2009  PoE, cunoscut și ca PoE+ sau PoE plus, oferă până la 25,5 W de putere pentru dispozitive Type 2.  Standardul din 2009 interzice unui dispozitiv alimentat să folosească toate cele patru perechi pentru alimentare.  Ambele standarde au fost de atunci încorporate în publicația IEEE 802.3-2012 . 
Standardul IEEE 802.3bt-2018 extinde și mai mult capacitățile de alimentare ale 802.3at. Este cunoscut și ca PoE++ sau 4PPoE . Standardul introduce două tipuri de putere suplimentare. Anume Type 3 până la 51 W putere furnizată (Tip 3) și Type 4 până la 71,3 W putere furnizată (Tip 4), opțional prin utilizarea tuturor celor patru perechi pentru putere.  Fiecare pereche de perechi răsucite trebuie să suporte un curent de până la 600 mA (Tip 3) sau 960 mA (Tip 4).  În plus, este inclus și suport pentru 2.5GBASE-T, 5GBASE-T și 10GBASE-T .  Această dezvoltare deschide ușa către noi aplicații și extinde utilizarea aplicațiilor precum punctele de acces wireless de înaltă performanță și camerele de supraveghere.

### Ethernet cu o singură pereche (Ethernet cu 2 fire)
Amendamentul IEEE 802.3bu-2016  a introdus Power over Data Lines cu o singură pereche (PoDL ) pentru standardele Ethernet cu o singură pereche 100BASE-T1 și 1000BASE-T1 destinate aplicațiilor auto și industriale.  La standardele cu două perechi (pe 4 fire) sau patru perechi (pe 8 fire), la fiecare conductor al perechii se aplică aceeași tensiune de putere, astfel încât în cadrul fiecărei perechi să nu existe altă tensiune diferențială decât cea care reprezintă datele transmise. Cu o singură pereche Ethernet, puterea este transmisă în paralel cu datele. PoDL a definit inițial zece clase de putere, variind de la 0,5 la 50 V (la PD).
Ulterior, PoDL a fost adăugat la variantele cu o singură pereche 10BASE-T1,  2.5GBASE-T1, 5GBASE-T1 și 10GBASE-T1  și În 2021 se include un total de 15 clase de putere cu tensiune intermediară suplimentară și niveluri de putere. 

## Alplicabilitate. Critici aduse standardului

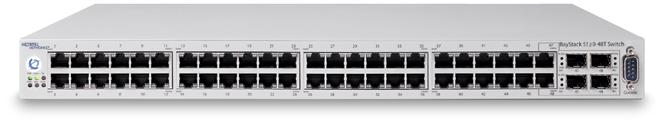
Switch Avaya ERS 5500 cu 48 de porturi PoE (Power over Ethernet)

Susținătorii tehnologiei Power over Ethernet (PoE) speră ca aceasta să devină un standard global pentru cablarea cu curent continuu (CC) pe termen lung. Ei văd PoE ca o soluție pentru înlocuirea multor adaptoare individuale de curent alternativ (CA) în curent continuu (CC), care sunt dificil de gestionat centralizat. Pe de altă parte, criticii susțin că PoE este mai puțin eficient decât alimentarea cu curent alternativ, din cauza tensiunii mai scăzute. Ei argumentează că această problemă este agravată de conductorii subțiri din cablurile Ethernet. Cu toate acestea, organizații precum Ethernet Alliance subliniază că pierderile de energie menționate de critici sunt specifice celor mai nefavorabile scenarii, cum ar fi calitatea slabă a cablului, lungimea mare și consumul ridicat de energie al dispozitivelor alimentate. În plus, susținătorii PoE argumentează că, în cazul în care o sursă centrală PoE înlocuiește mai multe circuite dedicate de curent alternativ (CA), transformatoare și invertoare, pierderea de energie în cablare poate fi justificată.

### Integrarea EEE și PoE
Integrarea PoE cu standardul IEEE 802.3az Energy-Efficient Ethernet (EEE) poate produce economii suplimentare de energie. Integrarile pre-standard ale EEE și PoE (cum ar fi EEPoE de la Marvell, prezentate în "white papers" din mai 2011) pretind că realizează economii de peste 3 W pe link. Această economisire este semnificativă mai ales pe măsură ce dispozitivele cu putere mai mare sunt conectate. 

## Standardul PoE cel mai utilizat
Power over Ethernet bazat pe standarde este implementat urmând specificațiile din IEEE 802.3af-2003 (care a fost ulterior încorporat ca clauza 33 în IEEE 802.3-2005 ) sau actualizarea din 2009, IEEE 802.3at. Standardele necesită un cablu de categoria 5 sau mai bun pentru niveluri ridicate de putere, dar permit utilizarea cablului de categoria 3 dacă este nevoie de mai puțină putere. 
Alimentarea este furnizată ca semnal în mod comun peste două sau mai multe perechi diferențiale (torsadate) de fire găsite în cablurile Ethernet și provine de la o sursă de alimentare dintr-un dispozitiv de rețea compatibil PoE, cum ar fi un switch Ethernet sau poate fi injectată într-un cablu, cu o sursă de alimentare midspan, o sursă de alimentare PoE suplimentară care poate fi utilizată în combinație cu un comutator non-PoE.
Se folosește o tehnică de alimentare fantomă pentru a permite perechilor alimentate să transporte și date. Acest lucru permite utilizarea acestuia nu numai cu 10BASE-T și 100BASE-TX, care folosesc doar două din cele patru perechi din cablu, ci și cu 1000BASE-T (gigabit Ethernet), 2.5GBASE-T, 5GBASE-T și 10GBASE- T care folosesc toate cele patru perechi pentru transmiterea datelor. Acest lucru este posibil deoarece toate versiunile de cablu Ethernet prin pereche torsadată specifică transmisia diferențială de date pe fiecare pereche cu cuplaj de transformator ; conexiunile de alimentare și de sarcină în curent continuu pot fi realizate la robinetele centrale ale transformatorului de la fiecare capăt. Fiecare pereche funcționează astfel în mod comun ca o parte a sursei de curent continuu, deci sunt necesare două perechi pentru a finaliza circuitul. Polaritatea sursei de curent continuu poate fi inversată prin cabluri încrucișate ; dispozitivul alimentat trebuie să funcționeze cu oricare pereche: perechile de rezervă 4–5 și 7–8 sau perechile de date 1–2 și 3–6. Polaritatea este definită de standardele pentru perechile de rezervă și implementată în mod ambiguu pentru perechile de date, cu utilizarea unei punți de diode.

### Tabelul cu caracteristicile principale ale celor4 standarde IEEE 802.3 PoE
| Denumiri standard                                       | 802.3af (802.3at Type 1 sau PoE)                       | 802.3at (802.3 at Type2 sau PoE+)                                                       | 802.3bt Type 3 (4PPoE sau PoE++)                                                       | 802.3bt Type 4 (4PPoE sau PoE++)                                                         |
| ------------------------------------------------------- | ------------------------------------------------------ | --------------------------------------------------------------------------------------- | -------------------------------------------------------------------------------------- | ---------------------------------------------------------------------------------------- |
| Putere disponibilă la PD                                | 12.95 W                                                | 25.50 W                                                                                 | 51 W                                                                                   | 71.3 W                                                                                   |
| Putere maximă livrată de PSE                            | 15.40 W                                                | 30.0 W                                                                                  | 60 W                                                                                   | 90 W                                                                                     |
| Voltaj (la PSE)                                         | 44.0–57.0 V                                            | 50.0–57.0 V                                                                             | 50.0–57.0 V                                                                            | 52.0–57.0 V                                                                              |
| Voltaj (la PD)                                          | 37.0–57.0 V                                            | 42.5–57.0 V                                                                             | 42.5–57.0 V                                                                            | 41.1–57.0 V                                                                              |
| Curent maxim Imax                                       | 350 mA                                                 | 600 mA                                                                                  | 600 mA per pair                                                                        | 960 mA per pair                                                                          |
| Rezistența cablului per pereche                         | 20 Ω (Category 3⁠(d)                                    | 12.5 Ω (Category 5⁠(d)                                                                   | 12.5 Ω                                                                                 | 12.5 Ω                                                                                   |
| Management alimentare                                   | Three power class levels (1–3) negotiated by signature | Four power class levels (1–4) negotiated by signature or 0.1 W steps negotiated by LLDP | Six power class levels (1–6) negotiated by signature or 0.1 W steps negotiated by LLDP | Eight power class levels (1–8) negotiated by signature or 0.1 W steps negotiated by LLDP |
| Derating of maximum cable ambient operating temperature | None                                                   | 5 °C (9,0 °F) with one mode (two pairs) active                                          | 10 °C (18 °F) with more than half of bundled cables pairs at Imax                      | 10 °C (18 °F) with temperature planning required                                         |
| Cablu Ethernet suportat                                 | Category 3 and Category 5                              | Category 5                                                                              | Category 5                                                                             | Category 5                                                                               |
| Moduri suportate                                        | Mode A (endspan), Mode B (midspan)                     | Mode A, Mode B                                                                          | Mode A, Mode B, 4-pair Mode                                                            | 4-pair Mode Mandatory                                                                    |

Notă: Observăm că standardele IEEE 802.3 pot avea mai multe denumiri. De exemplu 802.3af poate fi denumit și ca 802.3at Type 1 sau PoE.

### Alimentarea dispozitivelor
Sunt disponibile trei moduri, A, B și 4 perechi. Modul A asigură alimentarea perechilor de date 100BASE-TX sau 10BASE-T. Modul B furnizează energie pe perechile de rezervă. 4 perechi furnizează putere pentru toate cele patru perechi. PoE poate fi folosit și pe 1000BASE-T, 2.5GBASE-T, 5GBASE-T și 10GBASE-T Ethernet, caz în care nu există perechi de rezervă și toată puterea este furnizată folosind tehnica phantom.
Modul A are două configurații alternative (MDI și MDI-X), folosind aceleași perechi, dar cu polarități diferite. În modul A, pinii 1 și 2 (perechea #2 în cablajul T568B ) formează o parte a celor 48 V DC și pinii 3 și 6 (perechea #3 în T568B) formează cealaltă parte. Acestea sunt aceleași două perechi utilizate pentru transmisia de date în 10BASE-T și 100BASE-TX, permițând furnizarea atât de energie, cât și de date pe doar două perechi în astfel de rețele. Polaritatea liberă permite PoE să găzduiască cabluri încrucișate, cabluri patch și Auto MDI-X .
În modul B, pinii 4–5 (perechea #1 atât în T568A, cât și în T568B) formează o parte a sursei de curent continuu, iar pinii 7–8 (perechea #4 atât în T568A, cât și în T568B) asigură returul; acestea sunt perechile „de rezervă” din 10BASE-T și 100BASE-TX. Prin urmare, modul B necesită un cablu cu 4 perechi.
PSE, nu PD, decide dacă va fi utilizat modul de putere A sau B. PD-urile care implementează numai modul A sau modul B sunt interzise de standard.  PSE poate implementa modul A sau B sau ambele. Un PD indică faptul că este conform cu standardele prin plasarea unui 25 kΩ rezistență între perechile alimentate. Dacă PSE detectează o rezistență prea mare sau prea scăzută (inclusiv un scurtcircuit), nu se aplică nicio putere. Acest lucru protejează dispozitivele care nu acceptă PoE. O caracteristică opțională a clasei de putere permite PD să-și indice cerințele de putere prin schimbarea rezistenței de detectare la tensiuni mai mari.
Pentru a păstra puterea, PD-ul trebuie să folosească cel puțin 5-10 mA pentru cel puțin 60 ms la un moment dat. Dacă PD merge mai mult de 400 ms fără a îndeplini această cerință, PSE va considera dispozitivul deconectat și, din motive de siguranță, va întrerupe alimentarea. 
| Etapă                 | Acțiune | Volți specificati (V) | Volți specificati (V) |
| Etapă                 | Acțiune | 802.3af               | 802.3at               |
| --------------------- | --- | --------------------- | --------------------- |
| Detectare             | PSE detectează dacă PD are rezistența corectă a semnăturii de 19–26.5 kΩ                                         | 2.7–10.1              | 2.7–10.1              |
| Clasificare           | PSE detectează rezistența care indică domeniul de putere (vedeți tabelul următor Niveluri de putere disponibile) | 14.5–20.5             | 14.5–20.5             |
| Mark 1                | Semnale de la PD către PSE că PD-ul este capabil 802.3at, pentru asta PD-ul prezintă o sarcină de 0.25–4 mA .    | —                     | 7–10                  |
| Class 2               | PSE emite din nou tensiunea de clasificare pentru a indica capacitatea 802.3at.                                  | —                     | 14.5–20.5             |
| Mark 2                | Semnalizează PSE-ului că este capabil de 802.3at. PD prezintă o sarcină 0.25–4 mA.                               | —                     | 7–10                  |
| Lansare               | Se dă tensiunea de pornire.                                                                                      | > 42                  | > 42                  |
| Funcționarea efectivă | Dispozitivul este alimentat și funcționează efectiv.                                                             | 37–57                 | 42.5–57               |

Dispozitivele compatibile cu IEEE 802.3at sunt denumite și tipul 2 (Type 2). Un PSE 802.3at poate utiliza, de asemenea, comunicația LLDP pentru a semnala capacitatea 802.3at. 
| Clasă | Utilizare                                                                                  | Curent de clasificare (mA) | Gama de putere la PD (W) | Putere maximă de la PSE (W) | Descrierea clasei          |
| ----- | ------------------------------------------------------------------------------------------ | -------------------------- | ------------------------ | --------------------------- | -------------------------- |
| 0     | Mod implicit                                                                               | 0–5                        | 0,44–12,94               | 15.4                        | Clasificare neimplementată |
| 1     | Opțional                                                                                   | 8–13                       | 0,44–3,84                | 4.00                        | Putere foarte scăzută      |
| 2     | Opțional                                                                                   | 16–21                      | 3,84–6,49                | 7.00                        | Putere redusă              |
| 3     | Opțional                                                                                   | 25–31                      | 6.49–12.95               | 15.4                        | Putere medie               |
| 4     | Valabil pentru dispozitive de tip 2 (802.3at), nu este permis pentru dispozitivele 802.3af | 35–45                      | 12.95–25.50              | 30                          | De mare putere             |
| 5     | Valabil pentru dispozitivele de tip 3 (802.3bt).                                           | 36–44 și 1–4               | 40 (4 perechi)           | 45                          |                            |
| 6     | Valabil pentru dispozitivele de tip 3 (802.3bt).                                           | 36-44 și 9–12              | 51 (4 perechi)           | 60                          |                            |
| 7     | Valabil pentru dispozitivele de tip 4 (802.3bt).                                           | 36–44 și 17–20             | 62 (4 perechi)           | 75                          |                            |
| 8     | Valabil pentru dispozitivele de tip 4 (802.3bt).                                           | 36–44 și 26–30             | 71.3 (4 perechi)         | 90                          |                            |

Clasa 4, conform standardului IEEE 802.3at (Type 2), este destinată exclusiv dispozitivelor care necesită curenți validi de Clasa 2 și Mark 2 în etapele de pornire. Dacă un dispozitiv conform standardului 802.3af prezintă un curent de clasa 4, acesta este considerat neconform standardelor și, prin urmare, este tratat ca un dispozitiv de clasa 0.  :13

### Configurare via Ethernet layer 2 LLDP
Protocolul Link Layer Discovery Protocol (LLDP) este un standard Ethernet de nivel 2 (Layer 2 în Modelul OSI) care facilitează gestionarea dispozitivelor prin schimbul de informații între dispozitivele de rețea, cum ar fi numele dispozitivului, tipul procesorului și alte detalii. În contextul Power over Ethernet (PoE), LLDP permite un schimb de informații între un echipament de alimentare (PSE) și un dispozitiv alimentat (PD). Aceste informații sunt structurate în formatul tip-lungime-valoare (TLV), iar standardele PoE definesc aceste structuri TLV utilizate de PSE și PD pentru a semnala și a negocia puterea disponibilă.
Notă: Protocolul Link Layer Discovery Protocol (LLDP) schimbă o serie de informații între dispozitivele de rețea. Aceste informații sunt structurate în unități de date numite LLDPDU, care conțin structuri de tip-lungime-valoare (TLV). Iată câteva exemple de informații pe care LLDP le poate schimba, de exemplu un swici:
1. Chassis ID (Indică dispozitivul).
2. Port ID (Indică portul).
3. Time to live (Indică dispozitivului care primește cât timp informațiile primite ar trebui să rămână valide).
4. Numele sistemului și descrierea (opțional).
5. Adresa de management (opțional).

| Antet TLV  | Antet TLV      | Șir de informații TLV   | Șir de informații TLV       | Șir de informații TLV | Șir de informații TLV                     | Șir de informații TLV                                 | Șir de informații TLV | Șir de informații TLV                   | Șir de informații TLV                 |
| Tip 7 bits | Lungime 9 bits | IEEE 802.3 OUI 3 octeți | Subtipul IEEE 802.3 1 octet | Suport pentru putere MDI 1 octet | Pereche de putere PSE 1 octet             | Clasa de putere 1 octet                               | Prioritate tip/sursă 1 octet | Valoarea puterii solicitate PD 2 octeți | Valoarea puterii alocate PSE 2 octeți |
| ---------- | -------------- | ----------------------- | --------------------------- | --- | ----------------------------------------- | ----------------------------------------------------- | --- | --------------------------------------- | ------------------------------------- |
| 127        | 12             | 00-12-0F                | 2                           | b0 clasa portului: 1=PSE; 0=PD b1 PSE MDI power support b2 PSE MDI stare de putere b3 Perechile PSE capacitatea de control b7-4 rezervat | 1=pereche de semnale 2=pereche de rezervă | 1 = clasa 0 2 = clasa 1 3=clasa 2 4=clasa 3 5=clasa 4 | b7 tip de putere: 1=Tip 1; 0=Tipul 2 b6 tip de putere: 1=PD; 0=PSE b5-4: sursa de alimentare b3-2: rezervat b0-1 prioritate de putere: 11=scăzută;10=mare;01=critică; 00=necunoscut | 0–25.5 W în trepte 0.1 W                | 0–25.5 W în trepte 0.1 W              |

LLDP prin MDI TLV IEEE 802.3-2015 este încă utilizat. Acesta permite o gestionare avansată a energiei între punctele terminale LLDP-MED și dispozitivele de conectivitate la rețea. Există, de asemenea, o versiune mai veche, LLDP Power via MDI TLV IEEE 802.1AB-20091. Cu toate acestea, se preferă opțiunea IEEE 802.3-2015, deoarece acest TLV oferă informații semnificativ mai detaliate decât opțiunea sa mai veche1. Deci, da, LLDP prin MDI TLV IEEE 802.3-2015 este încă în uz.
|            |                | șir de informații TLV   | șir de informații TLV       | șir de informații TLV | șir de informații TLV                     | șir de informații TLV                                 |
| Tip 7 bits | Lungime 9 bits | IEEE 802.3 OUI 3 octets | Subtipul IEEE 802.3 1 octet | Suport pentru putere MDI 1 octet | pereche de putere PSE 1 octet             | Clasa de putere 1 octet                               |
| ---------- | -------------- | ----------------------- | --------------------------- | --- | ----------------------------------------- | ----------------------------------------------------- |
| 127        | 7              | 00-12-0F                | 2                           | b0 clasa portului: 1=PSE; 0=PD b1 PSE MDI power support b2 PSE MDI stare de putere b3 Perechile PSE capacitatea de control b7-4 rezervat | 1=pereche de semnale 2=pereche de rezervă | 1 = clasa 0 2 = clasa 1 3=clasa 2 4=clasa 3 5=clasa 4 |

| Antet TLV  | Antet TLV       | Antet MED        | Antet MED                                | Putere extinsă prin MDI | Putere extinsă prin MDI           | Putere extinsă prin MDI     | Putere extinsă prin MDI   |
| Tip 7 bits | Lungime 9 bits) | TIA OUI 3 octets | Putere extinsă prin subtipul MDI 1 octet | Tip de putere 2 bits    | Sursa de putere 2 bits            | Prioritate de putere 4 bits | Valoarea puterii 2 octets |
| ---------- | --------------- | ---------------- | ---------------------------------------- | ----------------------- | --------------------------------- | --------------------------- | ------------------------- |
| 127        | 7               | 00-12-BB         | 4                                        | PSE sau PD              | Conservare normală sau de rezervă | Critic, Înalt, Scăzut       | 0–102.3 W în trepte 0.1 W |

Fazele de configurare pentru LLDP-MED sunt după cum urmează:
- PSE (furnizor de energie) testează PD (consumator de energie) fizic folosind 802.3af clasa de fază 3.
  - PSE alimentează PD.
- PD trimite către PSE: sunt PD, putere maximă = X, putere maximă solicitată = X.
- PSE trimite către PD: sunt PSE, putere maximă permisă = X.
  - PD poate folosi acum cantitatea de putere specificată de PSE.

Apoi, regulile pentru această negociere a puterii sunt:
- PD nu va solicita niciodată mai multă putere decât clasa fizică 802.3af
- PD nu va consuma niciodată mai mult de puterea maximă anunțată de PSE
- PSE poate refuza oricărui PD care atrage mai multă putere decât cea maximă permisă de PSE
- PSE nu va reduce puterea alocată PD care este în uz
- PSE poate solicita putere redusă, prin modul de conservare [45]

## Implementări non-standard utilizate, inclusiv Passive PoE
Există mai mult de 10 implementări proprietare ale diverșilor producători de echipamente de rețelistică dar și unele non standard  . Cele mai comune sunt discutate mai jos.

### Protocoale de la Cisco
Unele puncte de acces Wi-Fi și telefoane VoIP de la Cisco au suportat o formă proprie de Power over Ethernet (PoE) cu mulți ani înainte de existența unui standard IEEE pentru PoE. Implementarea originală PoE de la Cisco, care nu poate fi actualizată prin software la standardul IEEE 802.3af, este capabilă să furnizeze până la 10 W per port. Ca mod de funcționare: cantitatea de putere care urmează să fie livrată este negociată între dispozitivul final și swiciul Cisco, folosind protocolul proprietar Cisco Discovery Protocol (CDP). CDP este, de asemenea, responsabil pentru comunicarea dinamică a valorii VLAN-ului vocal (Voice VLAN) de la swiciul Cisco la telefonul Cisco VoIP.
Conform schemei pre-standard Cisco, echipamentul de alimentare (PSE - Power Sourcing Equipment), adică swiciul, va trimite un impuls rapid de legătură (FLP - Fast Link Pulse) pe perechea de transmisie. Dispozitivul alimentat (PD - Powered Device) conectează linia de transmisie la linia de recepție printr-un filtru trece-jos (low-pass filter). PSE-ul primește FLP în schimb. PSE-ul va furniza un curent în mod comun între perechile 1 și 2, rezultând în 48 V CC și 6.3 W ca putere alocată implicit. PD trebuie apoi să furnizeze o legătură Ethernet în termen de 5 secunde către portul swiciului în modul de auto-negociere. Un mesaj CDP ulterior cu un TLV îi spune PSE-ului cerința finală de putere. O întrerupere a impulsurilor de legătură oprește alimentarea. 
În 2014, Cisco a creat o altă implementare PoE non-standard numită Universal Power over Ethernet (UPOE). UPOE poate folosi toate cele 4 perechi (8 fire), după negociere, pentru a furniza până la 60 W. 

### LTPoE++ de la Analog Devices
O dezvoltare proprie de mare putere numită LTPoE++, care utilizează un singur cablu Ethernet Cat 5e, este capabilă să furnizeze diferite niveluri la 38.7, 52.7, 70 și 90 W. LTPoE++ este un standard proprietar Analog Devices care extinde specificațiile PoE (Power over Ethernet) și PoE+ pentru a furniza până la 90W de putere livrată la un dispozitiv alimentat (PD). Acest standard reduce semnificativ complexitatea ingineriei în echipamentele de alimentare (PSEs) și dispozitivele alimentate (PDs) în comparație cu alte soluții. 

### Microsemi
PowerDsine, o companie achiziționată de Microsemi în 2007, care la rândul său a fost achiziționată de Microchip în 2018, vinde injectoare de alimentare midspan (injectoare PoE) din 1999. Utilizând cipurile multi-PoE PSE de la Microchip, injectoarele și swiciurile PoE pot suporta standardele IEEE 802.3 PoE, dar și configurații pre-standard. Mai multe companii, precum Polycom, 3Com, Lucent și Nortel, au folosit implementarea mai veche a PowerDsine pentru Power over LAN PoE. 

### PoE Pasiv (Passive PoE)
Într-un sistem PoE pasiv (Passive PoE), injectorul nu comunică cu dispozitivul alimentat pentru a negocia cerințele sale de voltaj sau putere, ci furnizează pur și simplu energie în permanență. Aplicațiile pasive comune de 100 Mbit/s utilizează schema de pini a modului 802.3af Mode B (vezi § Pinouts) - cu CC (curent continuu) pozitiv pe pini 4 și 5 și CC negativ pe 7 și 8 și date pe 1-2 și 3-6, dar polarizarea poate varia. Injectoarele pasive (injectoare Passive PoE) Gigabit folosesc un transformator pe pini de date pentru a permite alimentarea și datelor să partajeze cablul și sunt de obicei compatibile cu 802.3af Mode A. Sunt disponibile injectoare midspan pasive cu până la 12 porturi RJ45 Ethernet PoE.
Dispozitive care necesită 5 volți nu poat folosi de obicei PoE la 5V pe cablul Ethernet dincolo de distanțe scurte (aproximativ 15 picioare (4,6 m) ) deoarece căderea de tensiune a cablului devine prea semnificativă, deci un 24 V sau 48 V la 5 Convertorul V DC-DC este necesar la capătul de la distanță. 
Sursele de alimentare PoE pasive sunt utilizate în mod obișnuit cu o varietate de echipamente radio fără fir de interior și exterior, cel mai frecvent de la Motorola (acum Cambium), Ubiquiti Networks, MikroTik și altele. Versiunile anterioare ale surselor de alimentare Pasive PoE 24 V CC livrate AP-uri bazate pe 802.11a, 802.11g și 802.11n sunt de obicei 100Mbit/s.
Există și injectoare pasive DC-DC care convertesc un 9V la 36V CC (curent continuu sau DC in engleză) sau sursă de alimentare de la 36 V până la 72 V CC la un curent stabilizat de 24V 1A, 48V 0,5A, sau până la 48V 2,0A alimentare PoE cu „+” pe pinii 4 și 5 și „ − ” pe pinii 7 și 8. Aceste injectoare PoE DC-to-DC (CC la CC) sunt utilizate în diverse aplicații de telecomunicații. 

## Limite de capacitate de putere
Proiectele de standarde ISO/IEC TR 29125 și Cenelec EN 50174-99-1 subliniază creșterea temperaturii pe cabluri ca urmare a utilizării 4PPoE. Se face o distincție între două scenarii:
1. mănunchiuri de fire care se încălzesc din interior spre exterior și
2. mănunchiuri care se încălzesc din exterior pentru a se potrivi cu temperatura ambientală.

Al doilea scenariu depinde în mare măsură de mediu și de instalare, în timp ce primul este influențat exclusiv de construcția cablului. Într-un cablu standard neecranat, creșterea temperaturii legată de PoE crește cu un factor de 5. Într-un cablu ecranat, această valoare scade între 2,5 și 3, în funcție de design.

## Pinii și alimentarea PoE
T568A și T568B sunt două coduri de culori utilizate pentru cablarea conectorilor modulare RJ45 cu opt poziții. Acestea sunt permise în conformitate cu standardele de cablare ANSI/TIA/EIA. Singura diferență între cele două coduri de culori este că perechile de fire portocalii și verzi sunt interschimbate.
Mai specific, T568A și T568B sunt standarde de terminare a cablurilor pentru cablurile de perechi împletite (de exemplu, Cat5e, Cat6, Cat6a). Acestea sunt reguli de bază pentru infrastructura backbone a internetului, furnizorii de internet și instalatorii de rețea pentru a atribui schema de cablare corectă pentru dispozitivele dvs. pentru a citi mai ușor datele care vin.
- T568A: În T568A, ordinea perechilor este verde, portocaliu, urmat de albastru și maro.
- T568B: În T568B, ordinea este portocaliu, verde, albastru și maro.

Dacă te uiți la un cablu patch, cel mai ușor mod de a spune ce standard ai este să te uiți la primii doi pini, dacă sunt verzi, este T568A, iar dacă sunt portocalii, ai T568B4. Dar întotdeauna verifică ambele capete, dacă un capăt este T568A și celălalt este T568B, atunci e un cablu crossover!
| Pinii la switch | Culoare T568A            | Culoare T568B            | 10/100 mode B, CC (DC) on spares | 10/100 mode B, CC (DC) on spares | 10/100 mode A, mixed CC & data | 10/100 mode A, mixed CC & data | 1000 (1Gbps mode B, CC (DC) & bi-data | 1000 (1Gbps mode B, CC (DC) & bi-data | 1000 (1Gbps) mode A, CC (DC) & bi-data | 1000 (1Gbps) mode A, CC (DC) & bi-data | 1000 (1Gbps) mode A+B (4PPoE), CC (DC) & bi-data | 1000 (1Gbps) mode A+B (4PPoE), CC (DC) & bi-data |
| --- | ------------------------ | ------------------------ | -------------------------------- | -------------------------------- | ------------------------------ | ------------------------------ | ------------------------------------- | ------------------------------------- | -------------------------------------- | -------------------------------------- | ------------------------------------------------ | ------------------------------------------------ |
| Pin 1 | Verde cu dungi albe      | Portocaliu cu dungi albe | Rx +                             |                                  | Rx +                           | DC +                           | TxRx A +                              |                                       | TxRx A +                               | DC +                                   | TxRx A +                                         | CC +                                             |
| Pin 2 | Verde                    | Portocaliu               | Rx −                             |                                  | Rx −                           | DC +                           | TxRx A −                              |                                       | TxRx A −                               | DC +                                   | TxRx A −                                         | CC+                                              |
| Pin 3 | Portocaliu cu dungi albe | Verde cu dungi albe      | Tx +                             |                                  | Tx +                           | DC −                           | TxRx B +                              |                                       | TxRx B +                               | DC −                                   | TxRx B +                                         | CC−                                              |
| Pin 4 | Albastru                 | Albastru                 |                                  | CC+                              | Nefolosit                      | Nefolosit                      | TxRx C +                              | CC +                                  | TxRx C +                               |                                        | TxRx C +                                         | CC+                                              |
| Pin 5 | Albastru cu dungi albe   | Albastru cu dungi albe   |                                  | CC+                              | Nefolosit                      | Nefolosit                      | TxRx C −                              | CC +                                  | TxRx C −                               |                                        | TxRx C -                                         | CC+                                              |
| Pin 6 | Portocaliu               | Verde                    | Tx −                             |                                  | Tx −                           | DC −                           | TxRx B −                              |                                       | TxRx B −                               | DC −                                   | TxRx B −                                         | CC−                                              |
| Pin 7 | Maro cu dungi albe       | Maro cu dungi albe       |                                  | CC−                              | Nefolosit                      | Nefolosit                      | TxRx D +                              | DC -                                  | TxRx D +                               |                                        | TxRx D +                                         | CC-                                              |
| Pin 8 | Maro                     | Maro                     |                                  | CC−                              | Nefolosit                      | Nefolosit                      | TxRx D −                              | DC -                                  | TxRx D −                               |                                        | TxRx D -                                         | CC-                                              |
| Notă: “Tx” se referă la “transmitere”, în timp ce “Rx” se referă la “recepție”. “+” și “-” indică polaritatea semnalului. CC sau DC (engleză) se referă la curent continuu. |                          |                          |                                  |                                  |                                |                                |                                       |                                       |                                        |                                        |                                                  |                                                  |

## Linkuri externe
- IEEE GET pentru descărcare gratuită a standardelor după înregistrare
- ieee802.org: Grupul operativ IEEE 802.3af
- ieee802.org: IEEE 802.3at Task Force
- ieee802.org: Grupul operativ IEEE 802.3bt